# Campeonato Europeu de Atletismo Sub-23 de 2023
O Campeonato Europeu de Atletismo Sub-23 de 2023 foi a 14ª edição do campeonato, organizado pela Associação Europeia de Atletismo (AEA) para atletas que não completaram seu 23º aniversário em 2023. A competição ocorreu no Estádio Leppävaara, em Espoo, na Finlândia, entre 13 a 16 de julho de 2023. Foram disputadas 44 provas no campeonato, no qual participaram 1.153 atletas de 40 nacionalidades. Teve como destaque a Grã Bretanha com 14 medalhas, sendo sete de ouro.

## Quadro de medalhas
O quadr ode medalhas foi publicado.
| Ordem | País          | Medalha de ouro | Medalha de prata | Medalha de bronze | Total |
| ----- | ------------- | --------------- | ---------------- | ----------------- | ----- |
| 1     | Grã-Bretanha  | 7               | 3                | 4                 | 14    |
| 2     | França        | 6               | 4                | 5                 | 15    |
| 3     | Países Baixos | 4               | 3                | 2                 | 9     |
| 4     | Espanha       | 4               | 2                | 5                 | 11    |
| 5     | Noruega       | 4               | 2                | 3                 | 9     |
| 6     | Itália        | 3               | 5                | 2                 | 11    |
| 7     | Finlândia     | 3               | 3                | 4                 | 10    |
| 8     | Alemanha      | 2               | 4                | 2                 | 8     |
| 9     | Turquia       | 2               | 3                | 1                 | 6     |
| 10    | Ucrânia       | 2               | 2                | 0                 | 4     |
| 11    | Suíça         | 1               | 2                | 3                 | 6     |
| 12    | Grécia        | 1               | 1                | 2                 | 4     |
| 13    | Bélgica       | 1               | 1                | 0                 | 2     |
| 13    | Irlanda       | 1               | 1                | 0                 | 2     |
| 13    | Lituânia      | 1               | 1                | 0                 | 2     |
| 16    | Chipre        | 1               | 0                | 0                 | 1     |
| 16    | Israel        | 1               | 0                | 0                 | 1     |
| 18    | Suécia        | 0               | 3                | 2                 | 5     |
| 19    | Hungria       | 0               | 2                | 3                 | 5     |
| 20    | Estónia       | 0               | 1                | 1                 | 2     |
| 21    | Portugal      | 0               | 1                | 0                 | 1     |
| 12    | Polónia       | 0               | 0                | 2                 | 2     |
| 23    | Áustria       | 0               | 0                | 1                 | 1     |
| 23    | Kosovo        | 0               | 0                | 1                 | 1     |
|       | Totale        | 44              | 45               | 43                | 132   |

## Medalhistas
Esses foram os resultados do campeonato. 

### Masculino
| Evento                      | Ouro                                                                           | Ouro          | Prata                                                               | Prata         | Bronze                                                                     | Bronze                    |
| --------------------------- | ------------------------------------------------------------------------------ | ------------- | ------------------------------------------------------------------- | ------------- | -------------------------------------------------------------------------- | ------------------------- |
| 100 metros                  | Jeremiah Azu · Grã-Bretanha                                                    | 10.05         | Raphael Bouju · Países Baixos                                       | 10.17         | Pablo Mateo França                                                         | 10.18                     |
| 200 metros                  | Blessing Akwasi Afrifah · Israel                                               | 20.67         | Raphael Bouju · Países Baixos                                       | 20.68         | Timothé Mumenthaler · Suíça                                                | 20.85                     |
| 400 metros                  | Håvard Bentdal Ingvaldsen · Noruega                                            | 45.13         | Lionel Spitz · Suíça                                                | 45.27         | Attila Molnár · Hungria                                                    | 45.36                     |
| 800 metros                  | Yanis Meziane França                                                           | 1:45.92       | Ethan Hussey · Grã-Bretanha                                         | 1:45.95       | Paul Anselmini França                                                      | 1:45.99                   |
| 1 500 metros                | Stefan Nillessen · Países Baixos                                               | 3:43.35       | Mohamed Attaoui · Espanha                                           | 3:43.63       | Samuel Pihlström · Suécia                                                  | 3:43.73                   |
| 5 000 metros                | Charles Hicks · Grã-Bretanha                                                   | 13:35.07      | Eemil Helander · Finlândia                                          | 13:40.25      | Will Barnicoat · Grã-Bretanha                                              | 13:45.24                  |
| 10 000 metros               | Rory Leonard · Grã-Bretanha                                                    | 29:08.33      | Francesco Guerra · Itália                                           | 29:11.86      | Miguel Baidal · Espanha                                                    | 29:14.91                  |
| 20 km marcha atlética       | Paul McGrath · Espanha                                                         | 1:21:03       | Andrea Cosi · Itália                                                | 1:23:02       | Jerry Jokinen · Finlândia                                                  | 1:24:41 NU23R             |
| 110 metros barreiras        | Sasha Zhoya França                                                             | 13.31         | Lorenzo Ndele Simonelli · Itália                                    | 13.36         | Erwann Cinna França                                                        | 13.47                     |
| 400 metros barreiras        | İsmail Nezir · Turquia                                                         | 49.19         | Berke Akçam · Turquia                                               | 49.48         | Oskar Edlund · Suécia                                                      | 49.57                     |
| 3.000 metros com obstáculos | Alejandro Quijada · Espanha                                                    | 8:28.91       | Etson Barros · Portugal                                             | 8:32.08       | Baptiste Guyon França                                                      | 8:33.64                   |
| 4×100 metros estafetas      | Eric Marek · Matteo Melluzzo · Marco Ricci · Junior Tardioli · Itália          | 38.92 NU23R   | Jordan Jalce Hugo Cerra Mohammed Badru Pablo Mateo França           | 38.92         | Igor Bogaczyński · Adam Łukomski · Łukasz Żok · Patryk Krupa · Polónia     | 39.06                     |
| 4×400 metros estafetas      | Luca Sito · Riccardo Meli · Francesco Domenico Rossi · Lorenzo Benati · Itália | 3:02.49 EU23L | İlyas Çanakçı · Kubilay Ençü · Berke Akçam · İsmail Nezir · Turquia | 3:03.04 NU23R | Ethan Brown · Brodie Young · Samuel Reardon · Edward Faulds · Grã-Bretanha | 3:03.12                   |
| Salto em altura             | Ali Eren Ünlü · Turquia                                                        | 2.22          | Oleh Doroshchuk · UcrâniaRoman Petruk · Ucrânia                     | 2.19          | Nenhuma medalha concedida                                                  | Nenhuma medalha concedida |
| Salto com vara              | Juho Alasaari · Finlândia                                                      | 5.71 = NU23R  | Robin Emig França                                                   | 5.66          | Pål Haugen Lillefosse · Noruega                                            | 5.66                      |
| Salto em comprimento        | Henrik Flåtnes · Noruega                                                       | 7.96          | Simon Batz · Alemanha                                               | 7.72          | Mátyás Németh · Hungria                                                    | 7.71                      |
| Salto triplo                | Simon Gore França                                                              | 16.40         | Gabriel Wallmark · Suécia                                           | 16.24         | Batuhan Çakır · Turquia                                                    | 16.16                     |
| Arremesso de peso           | Tizian Lauria · Alemanha                                                       | 19.80         | Eric Maihöfer · Alemanha                                            | 19.44         | Muhamet Ramadani · Kosovo                                                  | 19.20                     |
| Lançamento de disco         | Mykolas Alekna · Lituânia                                                      | 68.34         | Marius Karges · Alemanha                                            | 62.56         | Yasiel Sotero · Espanha                                                    | 61.69                     |
| Lançamento do martelo       | Mykhaylo Kokhan · Ucrânia                                                      | 77.21         | Merlin Hummel · Alemanha                                            | 75.61         | Sören Klose · Alemanha                                                     | 73.70                     |
| Lançamento do dardo         | Artur Felfner · Ucrânia                                                        | 83.04 NU23L   | Topias Laine · Finlândia                                            | 79.77         | Michele Fina · Itália                                                      | 77.23                     |
| Decatlo                     | Markus Rooth · Noruega                                                         | 8608 ,        | Sander Skotheim · Noruega                                           | 8561          | Sven Roosen · Países Baixos                                                | 8128                      |

* Medalhistas que participaram apenas nas eliminatórias.

### Feminino
| Evento                      | Ouro                                                                                  | Ouro          | Prata                                                                 | Prata         | Bronze                                                                        | Bronze        |
| --------------------------- | ------------------------------------------------------------------------------------- | ------------- | --------------------------------------------------------------------- | ------------- | ----------------------------------------------------------------------------- | ------------- |
| 100 metros                  | N'Ketia Seedo · Países Baixos                                                         | 11.22         | Boglárka Takács · Hungria                                             | 11.30         | Melissa Gutschmidt · Suíça                                                    | 11.33         |
| 200 metros                  | Delphine Nkansa · Bélgica                                                             | 23.31         | Boglárka Takács · Hungria                                             | 23.33         | Polyniki Emmanouilidou · Grécia                                               | 23.41         |
| 400 metros                  | Yemi Mary John · Grã-Bretanha                                                         | 51.04         | Henriette Jæger · Noruega                                             | 51.06         | Keely Hodgkinson · Grã-Bretanha                                               | 51.76         |
| 800 metros                  | Daniela García · Espanha                                                              | 2:02.96       | Veera Mattila · Finlândia                                             | 2:03.14       | Georgia-Maria Despollari · Grécia                                             | 2:04.14       |
| 1 500 metros                | Sophie O'Sullivan · Irlanda                                                           | 4:07.18       | Sarah Healy · Irlanda                                                 | 4:07.36       | Shannon Flockhart · Grã-Bretanha                                              | 4:08.37       |
| 5 000 metros                | Megan Keith · Grã-Bretanha                                                            | 15:34.33      | Maria Forero · Espanha                                                | 15:43.22      | Amina Maatoug · Países Baixos                                                 | 15:50.83      |
| 10 000 metros               | Alice Goodall · Grã-Bretanha                                                          | 33:16.45      | Sara Nestola · Itália                                                 | 33:17.51      | Aurora Bado · Itália                                                          | 34:12.75      |
| 20 km marcha atlética       | Pauline Stey França                                                                   | 1:31:17 NU23L | Alexandrina Mihai · Itália                                            | 1:32:32 {PB}} | Camille Moutard França                                                        | 1:35:40       |
| 100 metros barreiras        | Ditaji Kambundji · Suíça                                                              | 12.68         | Elena Carraro · Itália                                                | 12.97         | Anna Tóth · Hungria                                                           | 12.97         |
| 400 metros barreiras        | Andrea Rooth · Noruega                                                                | 55.78 EU23L   | Louise Maraval França                                                 | 55.83         | Lena Preßler · Áustria                                                        | 55.94         |
| 3.000 metros com obstáculos | Olivia Gürth · Alemanha                                                               | 9:26.98       | Greta Karinauskaitė · Lituânia                                        | 9:30.96       | Marta Serrano · Espanha                                                       | 9:41.47       |
| 4×100 metros estafetas      | Cassie-Ann Pemberton · Amy Hunt · Alyson Bell · Aleeya Sibbons · Grã-Bretanha         | 43.04         | Hillary Godé Marie-Ange Rimlinger Gémima Joseph Paméra Losange França | 43.39         | Nathacha Kouni · Iris Caligiuri · Léonie Pointet · Melissa Gutschmidt · Suíça | 43.59 NU23L   |
| 4×400 metros estafetas      | Lea Thery-Demarque Cassandra Delaunay-Belleville Pauline Toriel Louise Maraval França | 3:30.60 EU23L | Michelle Gröbli · Lena Wernli · Giulia Senn · Catia Gubelmann · Suíça | 3:30.62 NU23L | Rocio Arroyo · Berta Segura · Blanca Hervás · Carmen Avilés · Espanha         | 3:31.11 NU23L |
| Salto em altura             | Elena Kulichenko · Chipre                                                             | 1.91          | Panagiota Dosi · Grécia                                               | 1.89          | Wiktoria Miąso · Polónia                                                      | 1.87          |
| Salto com vara              | Marie-Julie Bonnin França                                                             | 4.50 = EU23L  | Elien Vekemans · Bélgica                                              | 4.45          | Kitty Friele Faye · Noruega                                                   | 4.40          |
| Salto em comprimento        | Larissa Iapichino · Itália                                                            | 6.93 = EU23L  | Maja Åskag · Suécia                                                   | 6.73          | Tessy Ebosele · Espanha                                                       | 6.63          |
| Salto triplo                | María Vicente · Espanha                                                               | 14.21 = EU23L | Maja Åskag · Suécia                                                   | 13.76         | Jessica Kähärä · Finlândia                                                    | 13.59         |
| Arremesso de peso           | Alida van Daalen · Países Baixos                                                      | 18.32 EU23L   | Serena Vincent · Grã-Bretanha                                         | 16.93         | Emilia Kangas · Finlândia                                                     | 16.75         |
| Lançamento de disco         | Alida van Daalen · Países Baixos                                                      | 56.77         | Özlem Becerek · Turquia                                               | 55.38         | Lotta Flatum · Noruega                                                        | 54.45         |
| Lançamento do martelo       | Silja Kosonen · Finlândia                                                             | 73.71         | Charlotte Payne · Grã-Bretanha                                        | 69.22         | Aileen Kuhn · Alemanha                                                        | 68.30         |
| Lançamento do dardo         | Elina Tzengko · Grécia                                                                | 60.73         | Gedly Tugi · Estónia                                                  | 57.62         | Anni-Linnea Alanen · Finlândia                                                | 56.67         |
| Heptatlo                    | Saga Vanninen · Finlândia                                                             | 6317          | Sofie Dokter · Países Baixos                                          | 6256          | Pippi Lotta Enok · Estónia                                                    | 6002          |

* Medalhistas que participaram apenas nas eliminatórias.

## Participantes por nacionalidade
Um total de 1.153 atletas de 40 países participaram do campeonato.
- Andorra (2)
- Armênia (2)
- Áustria (26)
- Bélgica (26)
- Bulgária (6)
- Croácia (8)
- Chipre (3)
- Chéquia (37)
- Dinamarca (16)
- Estónia (11)
- Finlândia (74)
- França (85)
- Alemanha (78)
- Grã-Bretanha (49)
- Grécia (40)
- Hungria (36)
- Islândia (3)
- Irlanda (32)
- Israel (14)
- Itália (83)
- Kosovo (1)
- Letónia (16)
- Lituânia (8)
- Luxemburgo (1)
- Malta (3)
- Moldávia (2)
- Países Baixos (37)
- Noruega (51)
- Polónia (66)
- Portugal (25)
- Roménia (20)
- San Marino (1)
- Sérvia (12)
- Eslováquia (13)
- Eslovênia (18)
- Espanha (76)
- Suécia (45)
- Suíça  (49)
- Turquia (41)
- Ucrânia (37)

Legenda
| Recorde mundial       | Recorde mundial (World record)               |                       | Recorde africano                      | Recorde africano (African) |                                           | Q | Classificado por posição (Qualified) |
| Recorde do campeonato | Recorde do campeonato (Championship record)  | Recorde da América    | Recorde da América (Americas)         | q                          | Classificado por melhor tempo (Qualified) |   |                                      |
| Melhor marca do ano   | Melhor marca do ano (World leading)          | Recorde asiático      | Recorde asiático (Asian)              | DNS                        | Não largou (Did not start)                |   |                                      |
| Recorde nacional      | Recorde nacional (National record)           | Recorde europeu       | Recorde europeu (European)            | DNF                        | Não terminou (Did not finish)             |   |                                      |
| Recorde pessoal       | Recorde pessoal do atleta (Personal best)    | Recorde da Oceania    | Recorde da Oceania (Oceania)          | DSQ / DQ                   | Desclassificado (Disqualified)            |   |                                      |
| Recorde da temporada  | Recorde da temporada do atleta (Season best) | Recorde sul-americano | Recorde sul-americano (South America) | NM                         | Sem marca (No mark)                       |   |                                      |